# Alpaida dominica
Espèce
Alpaida dominica est une espèce d'araignées aranéomorphes de la famille des Araneidae.

## Distribution
Cette espèce est endémique des Petites Antilles. Elle se rencontre à la Dominique, à Antigua et à Montserrat.

## Description
Le mâle mesure 3,4 mm et la femelle mesure 4,9 mm.

## Étymologie
Son nom d'espèce lui a été donné en référence au lieu de sa découverte, la Dominique.

## Publication originale
- Levi, 1988 : The Neotropical orb-weaving spiders of the genus Alpaida (Araneae: Araneidae). Bulletin of the Museum of Comparative Zoology, vol. 151, no 7, p. 365-487 (texte intégral).